# Soldiers and Sailors Monument (Boston)

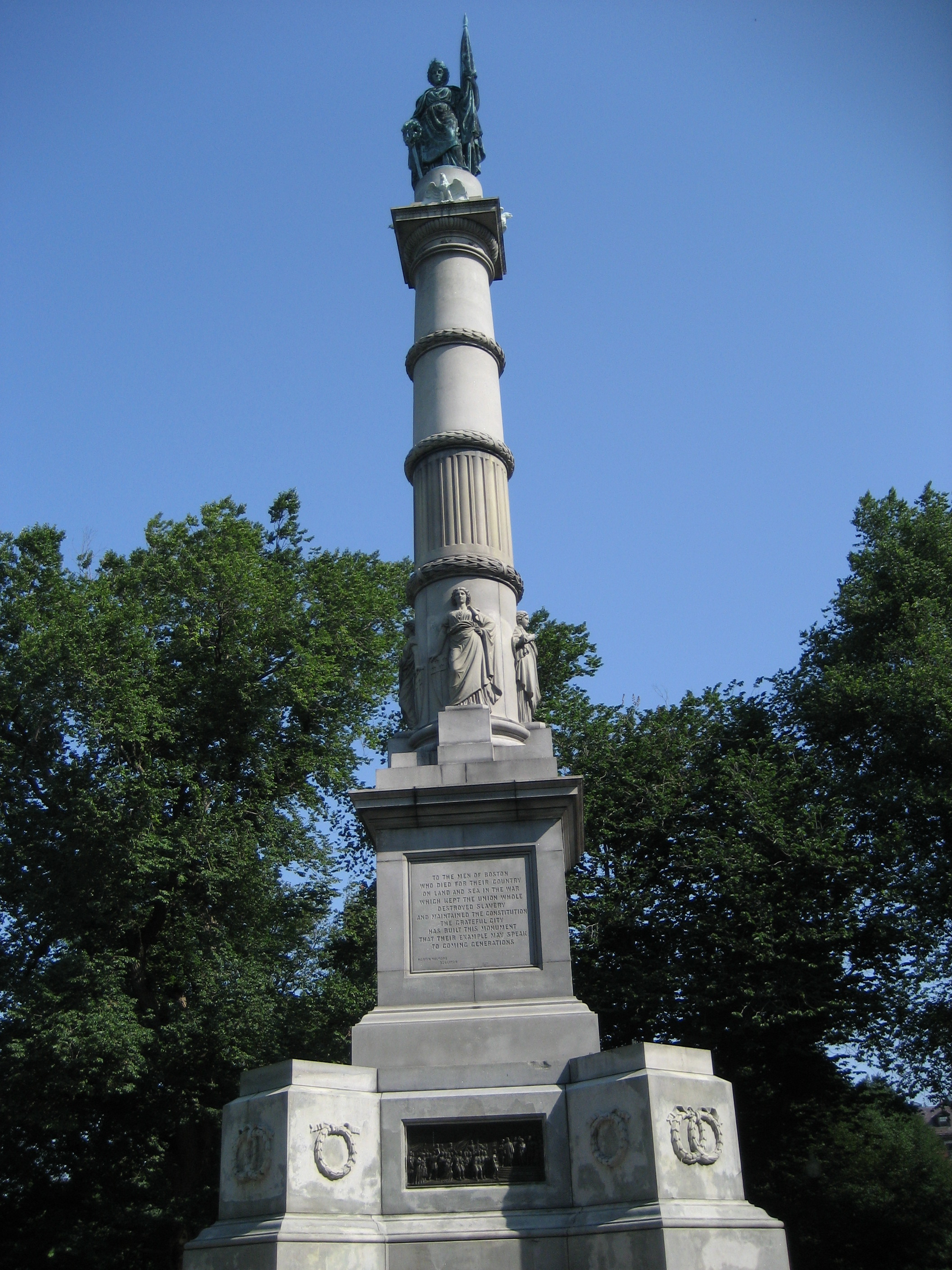
Denkmal im Bostoner Stadtpark

Mit dem Soldiers and Sailors Monument (deutsch „Denkmal für Soldaten und Seeleute“) im Bostoner Stadtpark Common gedenkt der amerikanische Bundesstaat Massachusetts seiner im Amerikanischen Bürgerkrieg (1861–1865) gefallenen Soldaten.

## Geschichte

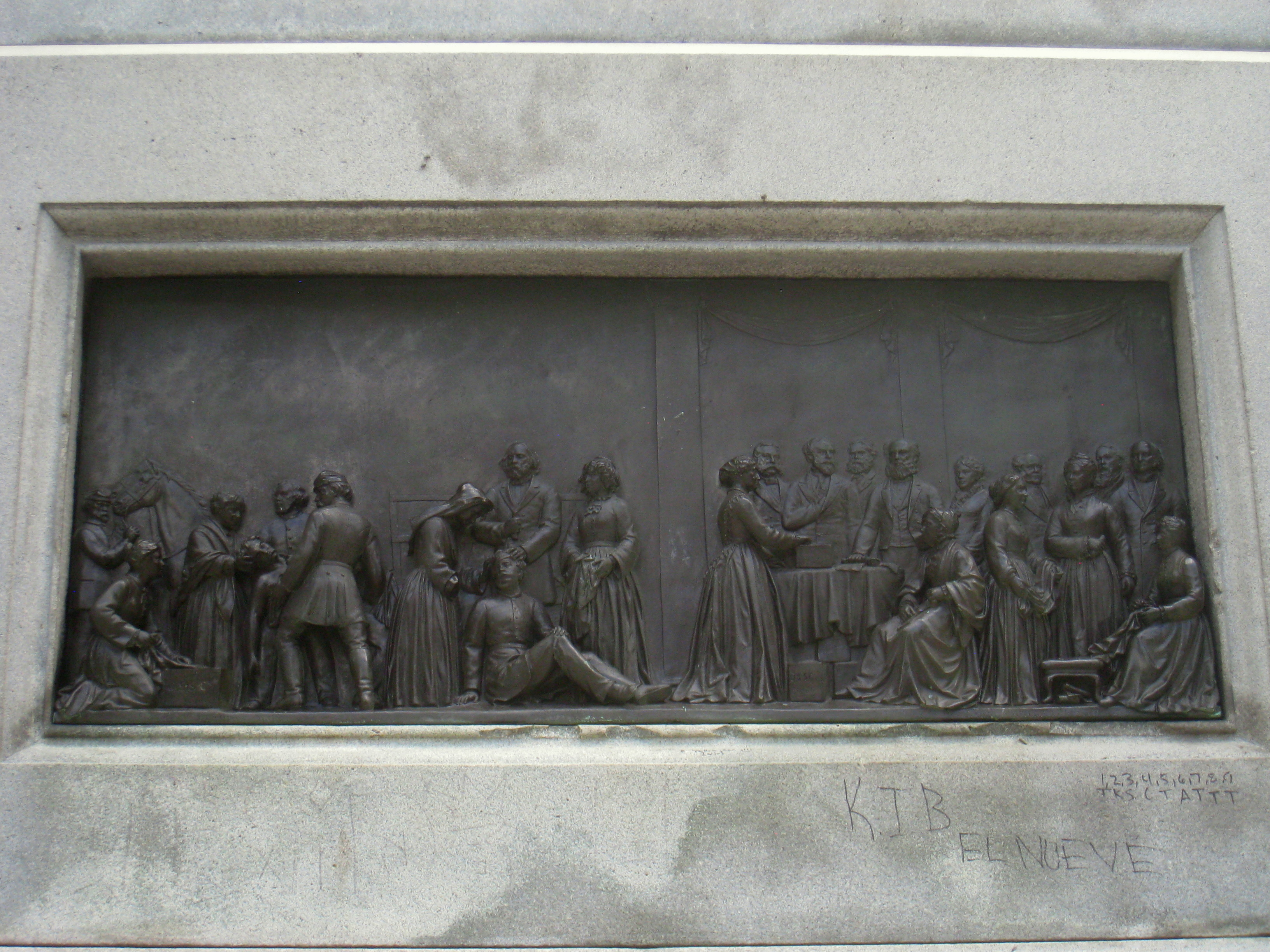
Bronzetafel: Versorgung der Verwundeten.

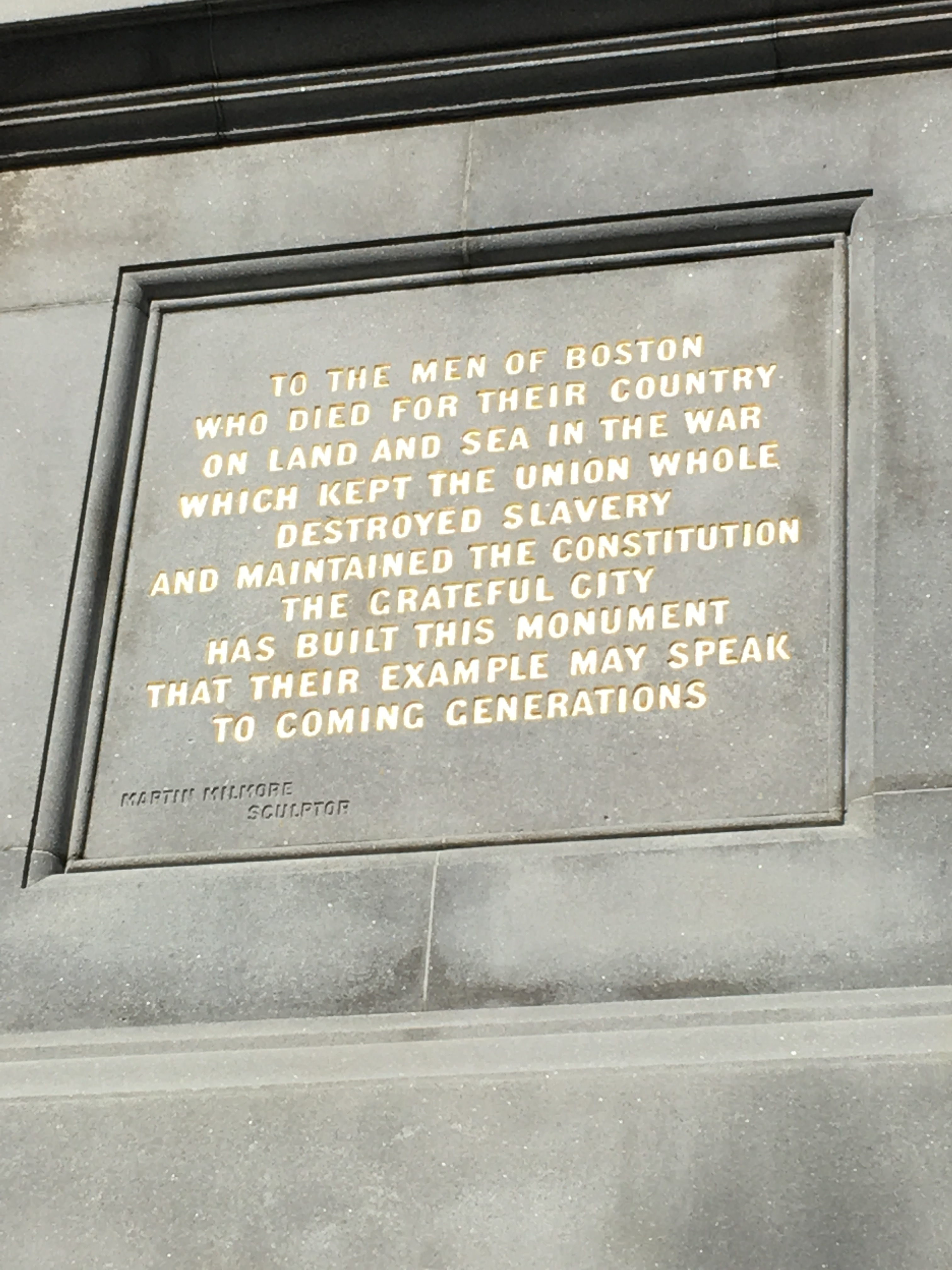
Inschrift im Postament

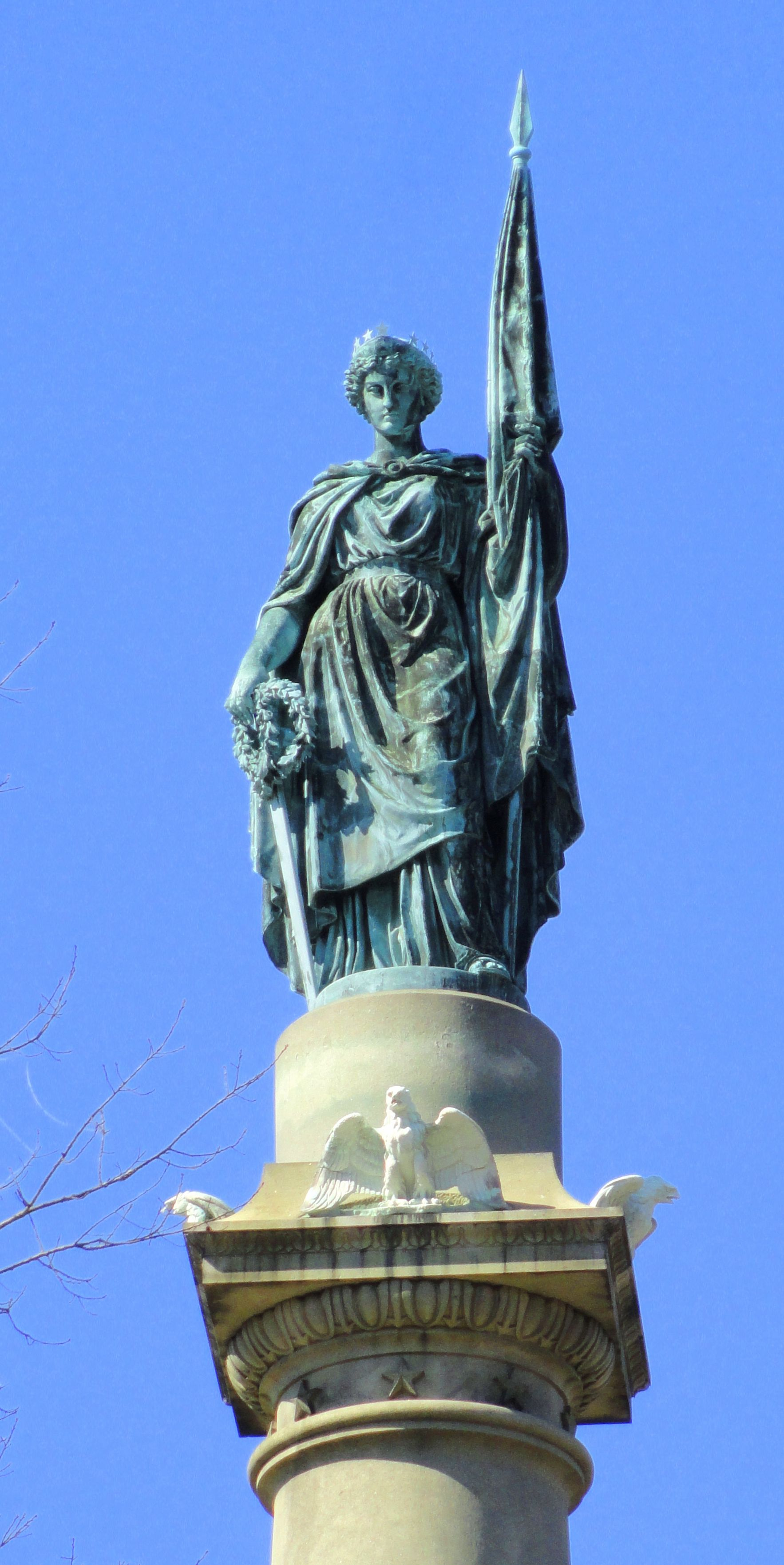
Die America krönt das Monument. Zu ihren Füßen Weißkopfseeadler, Wappenvogel der USA.

Das Monument wurde ab 1874 durch den aus Irland stammenden amerikanischen Bildhauer Martin Milmore (1844–1883) erschaffen. Am 17. September 1877 wurde es auf dem Flag Staff Hill (deutsch etwa „Flaggenmasthügel“) feierlich enthüllt. Unter den etwa 25.000 Besuchern befanden sich damals auch die beiden Nordstaaten-Generale Joseph Hooker (1814–1879) und George B. McClellan (1826–1885).
Das 38 Meter hohe Denkmal besteht aus einer Siegessäule aus weißem Granit im neoklassizistischen Stil. Die Säule steht auf einem quadratischen Postament von fast zwölf Metern Kantenlänge. Seitlich angebrachte Bronzetafeln illustrieren Szenen aus dem Krieg. Die erste  „Der Aufbruch in den Krieg“ zeigt ein am Massachusetts State House vorbeimarschierendes Regiment. Die zweite „The Sanitary Commission“ illustriert die medizinische Versorgung auf dem Schlachtfeld (Bild). Die dritte Tafel zeigt ein Seegefecht zwischen Nord- und Südstaaten und die vierte schließlich ist der „Rückkehr aus dem Krieg“ gewidmet. Hier zieht ein Veteranenregiment erneut am State House vorbei, um seine Flaggen dem Gouverneur John Albion Andrew (1818–1867) zu überreichen.
Das Piedestal war darüber hinaus an den Ecken mit jeweils einer Bronze-Figur geschmückt, die allegorisch Frieden, Seemacht, Geschichte und Landmacht verkörperten. Die Figuren fehlen inzwischen. Sie sind demontiert und zum Schutz eingelagert worden.
Oberhalb der Bronzetafeln befindet sich an der Frontseite (Süden) die in den Stein gemeißelte Inschrift (Bild):

“To the men of Boston

Who died for their country
On land and sea in the war

Which kept the Union whole
Destroyed slavery
And maintained the Constitution
The grateful city
has built this monument
That their example may speak
To coming generations.”

„Für die Männer von Boston
Die für ihr Land starben
Zu Lande und zur See in dem Krieg
Der die Union erhielt

Die Sklaverei vernichtete
Und die Verfassung bewahrte
Errichtete die dankbare Stadt
Dieses Monument
Auf dass ihr Beispiel sprechen möge
Zu den kommenden Generationen.“

Oberhalb des Piedestals, am Fuß der Säule, befinden sich vier aus Granit gehauene Figuren, die die vier Himmelsrichtungen der wiedervereinten Nation symbolisieren.
Ganz oben auf der Säule steht die in deutlicher Anlehnung an die Columbia geschaffene „America“ (Bild). Die über drei Meter hohe Frauenstatue, gekrönt mit dreizehn Sternen, die Dreizehn Kolonien darstellend, richtet trauernd aber majestätisch ihren Blick nach Süden. In der linken Hand hält sie die Flagge der Vereinigten Staaten, in der rechten ein gezogenes Schwert und einen Lorbeerkranz.